# مقاطعة خوسف
مقاطعة خوسف (بالفارسية: شهرستان خوسف) هي إحدى مقاطعات محافظة خراسان الجنوبي في إيران. كان عدد سكان المقاطعة سنة 2006 حوالي 24,922 نسمة.